# Wendy Beckett
Wendy Mary Beckett (Johannesburg, 25 febbraio 1930 – Quidenham, 26 dicembre 2018) è stata una religiosa e storica dell'arte sudafricana naturalizzata britannica.

## Biografia
Nata nell'Unione Sudafricana, Wendy Beckett crebbe ad Edimburgo, dove il padre studiava medicina. Nel 1946 si unì alle Suore di Nostra Signora di Namur e nel 1948 si trasferì in Inghilterra per terminare il suo noviziato e frequentare il St Anne's College dell'Università di Oxford, dove si laureò in letteratura inglese con il massimo dei voti. J. R. R. Tolkien era il presidente del consiglio d'esame per la sua laurea e le raccomandò caldamente di rimanere in università, un invito che la Beckett declinò. Mentre frequentava l'università viveva in un convento con una rigida regola del silenzio, poi abolita con il Concilio Vaticano II.
Dopo aver ottenuto una licenza d'insegnamento alla Notre Dame College of Education di Liverpool nel 1954, la religiosa tornò in Sudafrica, dove insegnò inglese e latino alla Notre Dame Convent di Città del Capo, una scuola femminile. Successivamente fu trasferita in un convento di Johannesburg, dove ricoprì la carica di madre superiora mentre insegnava alla Università del Witwatersrand. Negli anni 70 problemi di salute la costrinsero ad abbandonare l'insegnamento e l'Africa per tornare in Inghilterra. Qui ottenne di lasciare il suo ordine e divenne una vergine consacrata ed eremita. Viveva in un caravan sul terreno del monastero carmelitano di Quidenham, in assoluta solitudine se non per la suora che le portava i due pasti due volte al giorno. Oltre a dedicarsi alla meditazione e alla preghiera, lavorava per due ore al giorno per guadagnarsi da vivere.
Si dedicò alla traduzione e trascrizione di codici in latino medievale per molti anni, prima che il peggioramento della vista la costrinse a smettere nel 1980. Da allora si dedicò alla studio della storia dell'arte. Nel 1988 pubblicò il suo primo libro, Contemporary Women Artists, per poi dedicarsi esaustivamente allo studio delle icone bizantine, di cui scrisse in The Iconic Jesus. Mentre spiegava un quadro ad una mostra, una troupe televisiva la sentì e le chiese se potavano filmare. La suora acconsentì ed il video fu mandato alla BBC, che le offrì un programma televisivo sulla storia dell'arte. Per ottenere fondi per il suo convento e ripagarlo per l'ospitalità ricevuta, Wendy Beckett accettò e tra il 1992 ed il 2002 curò diversi documentari per la BBC, nel suo programma Sister Wendy's. Successivamente tornò a ritirarsi a vita privata nel suo convento a Quidenham, dove morì ottantottenne nel 2018.